# سووتکوو (استان اشوی‌داشکسیه)
سووتکوو (به لهستانی: Sołtyków) یک منطقهٔ مسکونی در لهستان است که در گمینا بلیژن واقع شده‌است. سووتکوو ۲۳۰ نفر جمعیت دارد.